# هاوس فليبر
هاوس فليبر (بالإنجليزية: House Flipper)‏ هي لعبة محاكاة من تطوير شركة فروزن ديستركت، صدرت في 17 مايو 2018.